# Coolie Town (Vieux Fort)
Coolie Town es una localidad de Santa Lucía que forma parte del distrito de Vieux Fort.